# Quần đảo Falkland
Quần đảo Falkland (tiếng Anh: Falkland Islands /ˈfɔːlklənd/) hay Quần đảo Malvinas (tiếng Tây Ban Nha: Islas Malvinas [malˈβinas]) là một quần đảo nằm ở Nam Đại Tây Dương. Các đảo chính của quần đảo này nằm cách 500 km về phía đông của bờ biển nam bộ Patagonia trên lục địa Nam Mỹ. Quần đảo có diện tích 12.200 km², gồm có đảo Đông Falkland, Tây Falkland và 776 đảo nhỏ hơn. Quần đảo là một lãnh thổ hải ngoại của Anh Quốc, chịu trách nhiệm tự quản nội bộ, còn Anh Quốc chịu trách nhiệm về các sự vụ quốc phòng và đối ngoại. Thủ phủ của quần đảo là Stanley trên đảo Đông Falkland.
Có tranh luận về vấn đề người châu Âu phát hiện và tiếp đến là thuộc địa hóa Quần đảo Falkland. Trong những thời điểm khác nhau, quần đảo có các khu định cư của Pháp, Anh Quốc, Tây Ban Nha, và Argentina. Anh Quốc tái xác nhận quyền thống trị của họ vào năm 1833, song Argentina duy trì tuyên bố chủ quyền đối với quần đảo. Năm 1982, sau khi Argentina xâm chiếm quần đảo, Chiến tranh Falkland bùng phát với kết quả là lực lượng Argentina đầu hàng, quần đảo lại nằm dưới sự cai trị của Anh Quốc.
Dân số (2.932 cư dân năm 2012) chủ yếu gồm có người Quần đảo Falkland bản địa, phần lớn họ có huyết thống Anh Quốc. Các dân tộc khác gồm có người Pháp, người Gibraltar và người Scandinavia. Nhập cư từ Anh Quốc, đảo Saint Helena, và Chile giúp đảo ngược hiện tượng suy giảm dân số. Ngôn ngữ chiếm ưu thế (và chính thức) là tiếng Anh. Theo một đạo luật được Quốc hội Anh thông qua vào năm 1983, người Quần đảo Falkland là công dân Anh Quốc trên phương diện pháp luật.
Cả hai đảo lớn của quần đảo đều có các dãy núi đạt độ cao 2.300 foot (700 m). Quần đảo là nơi sinh sống của các quần thể chim lớn, song nhiều quần thể không còn sinh sản trên các đảo chính do sự cạnh tranh của những loài du nhập. Các hoạt động kinh tế chính tại quần đảo gồm có ngư nghiệp, du lịch, và chăn nuôi cừu, với trọng điểm là xuất khẩu len chất lượng cao. Hoạt động thăm dò dầu mỏ được Chính phủ Quần đảo Falkland cấp phép, song vẫn là vấn đề gây tranh luận do tranh chấp hàng hải với Argentina.

## Từ nguyên
Quần đảo Falkland lấy tên theo eo biển Falkland vốn chia tách hai đảo chính của quần đảo. Thuyền trưởng người Anh John Strong là người đặt tên "Falkland" cho kênh, ông đổ bộ lên quần đảo vào năm 1690. John Strong chọn tên gọi này nhằm vinh danh Thủ quỹ Hải quân Anh là Tử tước Anthony Cary xứ Falkland, là người bảo trợ cho hành trình. Tước hiệu của Tử tước bắt nguồn từ thị trấn Falkland, Scotland, và tên gọi này bắt nguồn từ "folkland" (vùng đất nắm giữ theo luật folk-right). Tên gọi này không được áp dụng cho quần đảo cho đến năm 1765, khi mà Thuyền trưởng John Byron của Hải quân Hoàng gia Anh tuyên bố chủ quyền đối với quần đảo nhân danh Quốc vương George III với tên "Falkland's Islands". Thuật ngữ "Falklands" là từ viết tắt chuẩn được sử dụng để đề cập đến quần đảo.
Tên tiếng Tây Ban Nha của quần đảo (Islas Malvinas) bắt nguồn từ tên tiếng Pháp Îles Malouines, nhà thám hiểm người Pháp Louis Antoine de Bougainville đặt tên này cho quần đảo vào năm 1764. Louis Antoine de Bougainville là người thành lập khu định cư đầu tiên trên quần đảo, ông đặt tên khu vực theo cảng Saint-Malo (nơi các tàu của ông khởi hành). Cảng này nằm tại vùng Bretagne thuộc tây bộ Pháp, và được đặt tên theo Thánh Malo (hay Maclou)- nhà truyền giáo Phúc Âm thành lập thành phố.
Trong kỳ họp thứ 20 của Đại hội đồng Liên Hợp Quốc, Ủy ban Thứ tư quyết định rằng ngoài tiếng Tây Ban Nha thì trong toàn bộ các ngôn ngữ, tất cả tài liệu của Liên Hợp Quốc sẽ gọi tên lãnh thổ là Quần đảo Falkland (Malvinas). Trong tiếng Tây Ban Nha, lãnh thổ được gọi tên là Islas Malvinas (Falkland Islands).

## Lịch sử
Người Fuego có thể từng đến Quần đảo Falkland vào thời tiền sử, song khi được người châu Âu phát hiện thì quần đảo không có người ở. Các tuyên bố phát hiện xuất hiện từ thế kỷ XVI, song không có sự nhất trí về việc liệu những nhà thám hiểm ban đầu này có phát hiện được Quần đảo Falkland hoặc các đảo khác tại Nam Đại Tây Dương hay không. Cuộc đổ bộ có ghi chép đầu tiên lên quần đảo được cho là của Thuyền trưởng người Anh John Strong, người này đang trên đường đến miền duyên hải của Peru và Chile vào năm 1690, phát hiện eo biển Falkland và ghi chép về vùng biển và động vật hoang dã trên quần đảo.
Quần đảo Falkland vẫn không có người ở cho đến năm 1764, khi thuyền trưởng người Pháp Louis Antoine de Bougainville thiết lập Port Louis trên đảo Đông Falkland. Năm 1766, thuyền trưởng người Anh Quốc John MacBride thành lập Port Egmont trên đảo Saunders. Vấn đề các khu định cư có nhận thức được sự hiện diện của nhau hay không là chủ đề gây tranh luận giữa các sử gia. Năm 1766, Pháp từ bỏ yêu sách đối với Quần đảo Falkland cho Tây Ban Nha, và đế quốc này đổi tên thuộc địa của Pháp thành Puerto Soledad vào năm sau. Các vấn đề bắt đầu khi Tây Ban Nha phát hiện Port Egmont; và chiếm cảng vào năm 1770, hai bên tránh được chiến tranh do Tây Ban Nha hoàn trả cho Anh Quốc vào năm 1771.
Hai khu định cư của Anh Quốc và Tây Ban Nha cùng tồn tại trên quần đảo cho đến năm 1774, khi mà Anh Quốc tự nguyện triệt thoái khỏi quần đảo do suy xét đến kinh tế và chiến lược mới, để lại một tấm biển tuyên bố chủ quyền Quần đảo Falkland nhân danh Quốc vương George III. Phó vương quốc Río de la Plata của Đế quốc Tây Ban Nha là bên duy nhất có sự hiện diện chính phủ trên lãnh thổ. Đảo Tây Falkland bị bỏ rơi, và Puerto Soledad trở thành nơi hầu như là một trại tù. Trong khi Anh Quốc xâm chiếm Río de la Plata, thống đốc của quần đảo rút đi vào năm 1806; đơn vị đồn trú còn lại của Tây Ban Nha cũng làm vậy vào năm 1811, ngoại trừ các gaucho và ngư dân tự nguyện ở lại.
Sau đó, chỉ có các tàu cá đi đến quần đảo; tình trạng chính trị của quần đảo không bị tranh chấp cho đến năm 1820, khi Thượng tá David Jewett, một tư lược người Mỹ làm việc cho Liên hiệp tỉnh Río de la Plata, thông báo cho các tàu thả neo về tuyên bố chủ quyền vào năm 1816 của chính phủ tại Buenos Aires đối với các lãnh thổ của Tây Ban Nha tại Nam Đại Tây Dương. Do quần đảo không có cư dân thường xuyên, đến năm 1823 thì chính phủ tại Buenos Aires ban cho thương nhân sinh tại Đức là Luis Vernet giấy phép để quản lý các hoạt động ngư nghiệp và khai thác bò hoang trên quần đảo. Luis Vernet định cư trên những tàn tích của Puerto Soledad vào năm 1826, và tích lũy tài nguyên trên quần đảo cho đến khi đầu cơ đạt đủ để đưa người định cư đến và hình thành một thuộc địa thường xuyên. Năm 1829, chính phủ tại Buenos Aires bổ nhiệm Luis Vernet là chỉ huy viên quân sự và dân sự của quần đảo, và ông nỗ lực điều tiết nhằm chấm dứt các hoạt động của những người ngoại quốc săn bắt cá voi và hải cẩu. Sự đầu cơ của Luis Vernet kéo dài cho đến khi xảy ra một tranh chấp về quyền đánh cá và săn bắn dẫn đến một cuộc tập kích của chiến hạm Hoa Kỳ USS Lexington vào năm 1831, khi đó sĩ quan Hải quân Hoa Kỳ Silas Duncan "tuyên bố chính phủ đảo kết thúc".

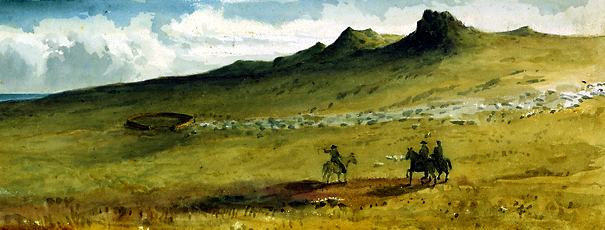
Miêu tả một khu định cư tại quần đảo Falkland vào năm 1849; tranh của Đô đốc Hải quân Hoàng gia Anh Edward Fanshawe

Chính phủ tại Buenos Aires cố gắng duy trì ảnh hưởng đối với khu định cư bằng việc đặt một đơn vị đồn trú, song xảy ra binh biến 1832, đến năm sau thì lực lượng Anh Quốc đến và tái xác nhận quyền cai trị của Anh Quốc. Liên bang Argentina (đứng đầu là Thống đốc Buenos Aires Juan Manuel de Rosas) kháng nghị các hành động của Anh Quốc, và các chính phủ Argentina kể từ sau đó duy trì kháng nghị chính thức phản đối Anh Quốc. Binh sĩ Anh Quốc dời đi sau khi hoàn thành sứ mệnh của họ, để lại khu vực "gần giống như đất không người". Cấp phó của Luis Vernet là một người Scotland mang tên Matthew Brisbane trở lại quần đảo trong cùng năm để khôi phục thương nghiệp, song các cố gắng của người này kết thúc sau khi gaucho Antonio Rivero dẫn đầu một nhóm "người bất mãn" ám sát Brisbane và những lãnh đạo bề trên của khu định cư trong bối cảnh bất ổn tại Port Louis; những người sống sót trốn trong một hang trên một đảo lân cận cho đến khi Anh Quốc trở lại và khôi phục trật tự. Năm 1840, quần đảo Falkland trở thành một thuộc địa vương thất, sau đó những người định cư Scotland thiết lập một cộng đồng mục đồng chính thức. Bốn năm sau, gần như mọi người chuyển tới Port Jackson vì cho rằng đây là địa điểm tốt hơn đối với chính quyền, và thương nhân Samuel Lafone bắt đầu một vụ đầu cơ nhằm khuyến khích người Anh Quốc thuộc địa hóa.
Port Jackson sớm đổi tên thành Stanley, và địa điểm này chính thức trở thành nơi đặt trụ sở chính phủ vào năm 1845. Trong lịch sử ban đầu của mình, Stanley có danh tiếng tiêu cực do những tổn thất tàu vận tải; chỉ các trường hợp khẩn cấp mới khiến các tàu quanh mũi Sừng dừng tại cảng. Tuy thế, vị trí địa lý của quần đảo Falkland tỏ ra lý tưởng đối với duy tu tàu và "mậu dịch tàu chìm", thương vụ mua bán tàu đắm và hàng hóa của chúng. Ngoài hoạt động mậu dịch này, lợi ích thương nghiệp tại quần đảo là tối thiểu do da bò hoang lang thang trên các đồng cỏ có giá trị thấp. Tăng trưởng kinh tế bắt đầu chỉ sau khi Công ty Quần đảo Falkland, vốn là hãng phá sản của Lafone được mua lại năm 1851, giới thiệu thành công cừu Cheviot cho các nông trại len, thúc đẩy các nông trại khác theo sau. Nguyên liệu nhập khẩu có giá thành cao, cộng với thiếu lao động và hậu quả tất yếu là lương cao, đồng nghĩa với nghề duy tu tàu trở nên không thể cạnh tranh. Sau năm 1870, ngành duy tu tàu suy giảm do các thuyền hơi nước ngày càng thay thế các thuyền buồm, và nghiêm trọng hơn do giá than thấp tại Nam Mỹ; đến năm 1914, ngành này kết thúc trên thực tế khi kênh đào Panama được khánh thành. Năm 1881, quần đảo Falkland trở nên độc lập về mặt tài chính với Anh Quốc. Trong hơn một thế kỷ, Công ty Quần đảo Falkland chi phối mậu dịch và công việc trên quần đảo; thêm vào đó, hầu hết nhà ở tại Stanley thuộc quyền sở hữu của công ty.

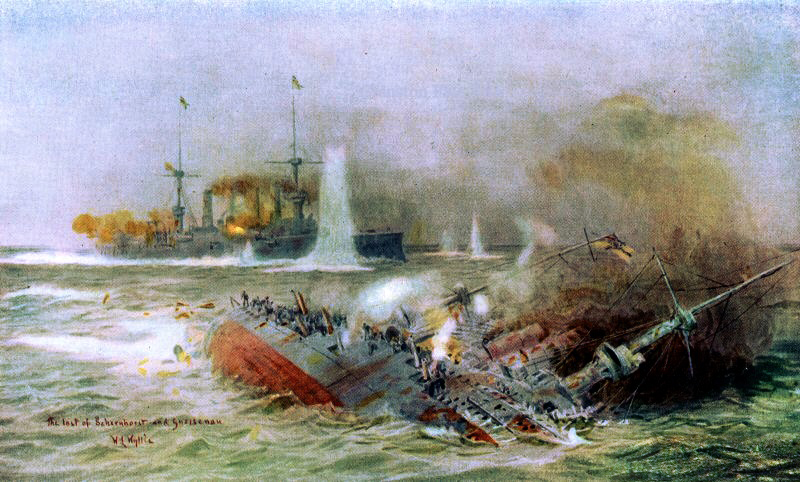
Đối kháng hải quân trong trận Quần đảo Falkland năm 1914; do William Lionel Wyllie vẽ

Trong nửa đầu thế kỷ XX, quần đảo Falkland đóng một vai trò quan trọng trong tuyên bố chủ quyền lãnh thổ của Anh Quốc đối với các quần đảo cận cực và một phần châu Nam Cực. Quần đảo Falkland quản lý các lãnh thổ này dưới chính thể Lãnh thổ phụ thuộc Quần đảo Falkland bắt đầu vào năm 1908, chính thể này tồn tại đến khi bị giải thể vào năm 1985. Quần đảo Falkland cũng đóng một vai trò nhỏ trong hai thế chiến khi là một căn cứ quân sự trợ giúp kiểm soát Nam Đại Tây Dương. Trong Chiến tranh thế giới thứ nhất, trận quần đảo Falkland diễn ra trong tháng 12 năm 1914, khi một hạm đội của Hải quân Hoàng gia Anh đánh bại một hải đoàn của Đế quốc Đức. Trong Chiến tranh thế giới thứ hai, sau trận sông La Plata vào tháng 12 năm 1939, tàu tuần dương HMS Exeter của Anh bị hư hại và chạy đến quần đảo Falkland để duy tu. Năm 1942, do lo sợ Nhật Bản chiếm quần đảo, một tiểu đoàn của Anh Quốc đang trên đường đến Ấn Độ thì được tái bố trí đến đồn trú tại quần đảo Falkland. Sau chiến tranh, kinh tế quần đảo Falkland chịu tác động từ việc giá len suy giảm và bất xác định về chính trị do kết quả từ tranh chấp chủ quyền hồi sinh giữa Anh Quốc và Argentina.
Căng thẳng âm ỉ giữa Anh Quốc và Argentina tăng lên trong nửa cuối của thế kỷ XX, khi Tổng thống Argentina Juan Perón khẳng định chủ quyền đối với quần đảo. Tranh chấp chủ quyền tăng cường trong thập niên 1960, một thời gian ngắn sau khi Liên Hợp Quốc thông qua một nghị quyết về phi thực dân hóa và Argentina hiểu rằng điều này có lợi cho lập trường của họ. Năm 1965, Đại hội đồng Liên Hợp Quốc thông qua Nghị quyết 2065, kêu gọi hai quốc gia tiến hành đàm phán song phương để đạt được một giải pháp hòa bình cho tranh chấp. Từ năm 1966 cho đến năm 1968, Anh Quốc thảo luận một cách bí mật với Argentina về vấn đề chuyển nhượng quần đảo Falkland, cho rằng quyết định của họ sẽ được người dân quần đảo chấp thuận. Một hiệp định về liên kết mậu dịch giữa quần đảo và đại lục đạt được vào năm 1971, và bởi vậy Argentina xây dựng một đường băng tạm thời tại Stanley vào năm 1972. Tuy thế, người Falkland bất đồng quan điểm, biểu lộ thông qua sự vận động hành lang mạnh mẽ của họ tại Quốc hội Liên hiệp Vương quốc, và căng thẳng giữa Anh Quốc và Argentina hạn chế tính hiệu quả của các cuộc đàm phán về chủ quyền cho đến năm 1977.
Do lo lắng đền phí tổn để bảo trì quần đảo Falkland trong một thời kỳ cắt giảm ngân sách, Anh Quốc lại cân nhắc chuyển nhượng chủ quyền quần đảo cho Argentina vào đầu nhiệm kỳ của Chính phủ Margaret Thatcher. Các cuộc đàm phán chủ quyền mang tính thực tế lại kết thúc vào năm 1981, và tranh chấp leo thang theo thời gian. Trong tháng 4 năm 1982, bất đồng biến thành một xung đột vũ trang khi Argentina xâm chiếm quần đảo Falkland và các lãnh thổ khác của Anh Quốc tại Nam Đại Tây Dương, chiếm đóng các đảo trong một thời gian ngắn cho đến khi lực lượng viễn chinh của Anh Quốc tái chiếm các lãnh thổ vào tháng 6. Sau chiến tranh, Anh Quốc mở rộng sự hiện diện quân sự của họ, xây dựng Căn cứ Không quân RAF Mount Pleasant và tăng quy mô đơn vị đồn trú. Chiến tranh cũng để lại 117 bãi mìn, chứa gần 20.000 mìn các loại, gồm cả các loại mìn chống xe và chống người. Do số thương vong lớn trong việc rà phá mìn, các nỗ lực ban đầu nhằm dọn sạch mìn bị ngưng lại vào năm 1983.
Theo kiến nghị của Nam tước Edward Shackleton, quần đảo Falkland đa dạng hóa kinh tế từ chỉ dựa vào cừu sang một nền kinh tế du lịch, và ngư nghiệp cùng với viết thiết lập vùng đặc quyền kinh tế của quần đảo. Mạng lưới đường bộ cũng được phát triển quy mô hơn, và việc xây dựng RAF Mount Pleasant cho phép các chuyến bay đường dài có thể tiếp cận quần đảo. Thăm dò dầu mỏ cũng khởi động, với những dấu hiệu cho thấy có thể có trữ lượng khai thác thương mại trong bồn Falkland. Công việc dọn quang bom mìn tái khởi động vào năm 2009, dựa trên các bổn phận của Anh Quốc theo Hiệp ước Ottawa, và bãi Sapper Hill được dọn sạch mìn vào năm 2012, cho phép tiếp cận một cảnh quan lịch sử quan trọng lần đầu tiên trong vòng 30 năm. Argentina và Anh Quốc tái lập quan hệ ngoại giao vào năm 1990; quan hệ trở nên xấu đi do không bên nào có thể chấp thuận các điều khoản trong những thảo luận về tương lai chủ quyền. Tranh chấp giữa các chính phủ khiến một số nhà phân tích dựa đoán về khả năng một cuộc xung đột lợi ích ngày càng cao giữa Argentina và Anh Quốc do các hoạt động ngư nghiệp tại vùng biển quanh Falkland phát triển trong thời gian gần đây.

## Chính phủ

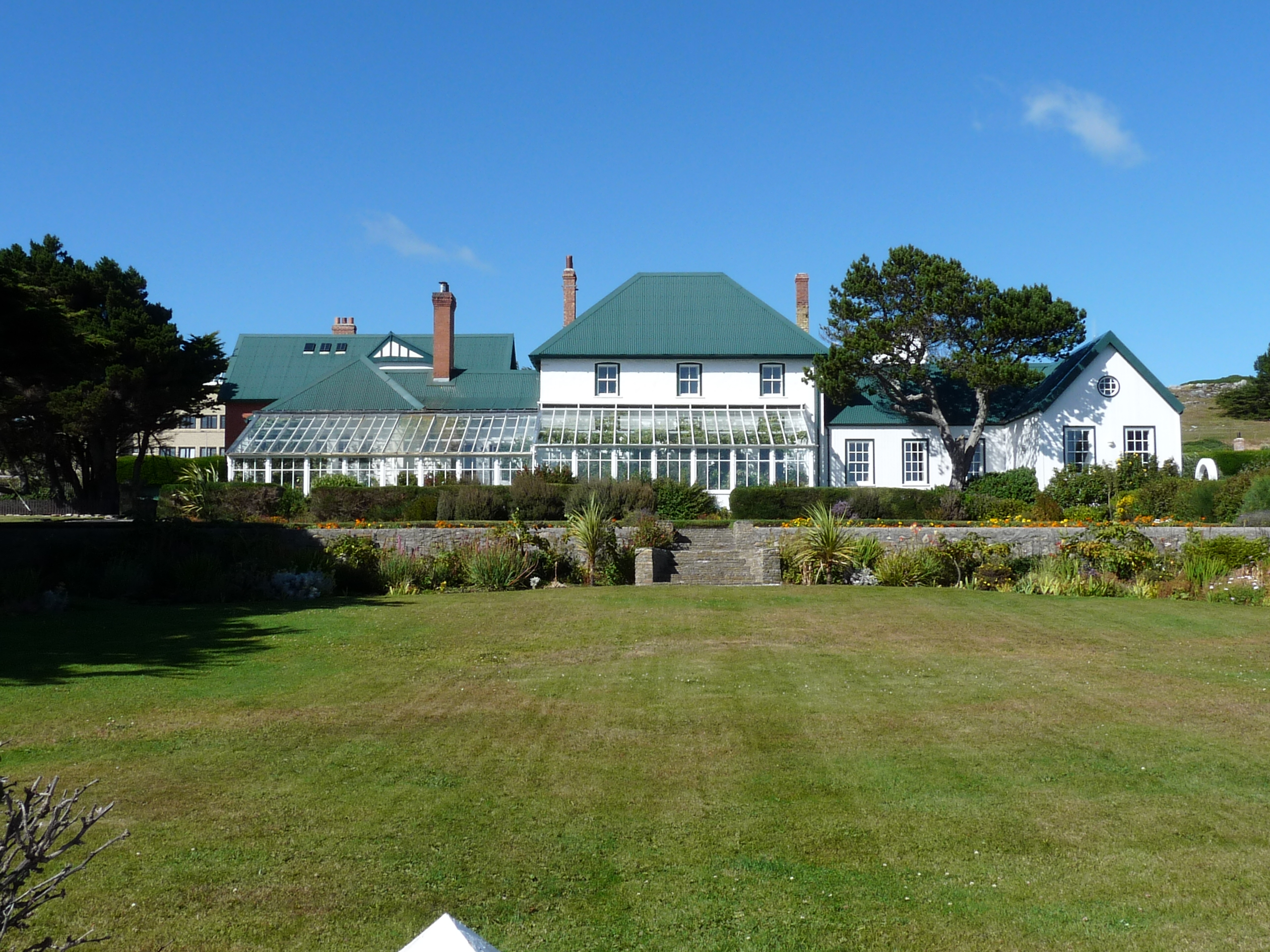
Tòa nhà chính phủ tại Stanley là dinh sự chính thức của thống đốc.

Quần đảo Falkland là một lãnh thổ hải ngoại tự trị của Anh Quốc. Theo Hiến pháp năm 2009, quần đảo có đầy đủ quyền tự trị nội bộ; Anh Quốc chịu trách nhiệm về đối ngoại, duy trì quyền lực "nhằm bảo vệ các lợi ích của Anh Quốc và đảm bảo quản trị tốt về tổng thể của lãnh thổ". Quân chủ Anh Quốc là nguyên thủ quốc gia, và thống đốc thực thi quyền lực hành pháp nhân danh quân chủ, thống đốc bổ nhiệm trưởng quan hành chính của quần đảo dựa theo cố vấn của các thành viên nghị hội. Cả thống đốc và trưởng quan hành chính đều là người đứng đầu chính phủ. Bộ trưởng của Anh Quốc chịu trách nhiệm về Quần đảo Falkland quản lý chính sách đối ngoại của Anh Quốc với quần đảo.
Thống đốc hành động theo cố vấn của Hội đồng hành pháp của quần đảo, hội đồng gồm có trưởng quan hành chính, Bộ trưởng tài chính và ba thành viên được bầu từ Nghị hội (với thống đốc là chủ tịch). Nghị hội của Quần đảo Falkland là đơn viện, gồm có trưởng quan hành chính, bộ trưởng tài chính và tám thành viên (năm từ Stanley và ba từ Camp) được bầu cho mỗi nhiệm kỳ 4 năm theo hình thức phổ thông đầu phiếu. Toàn bộ chính trị gia tại Quần đảo Falkland là người độc lập; không tồn tại các chính đảng trên quần đảo. Kể từ tổng tuyển cử năm 2013, các thành viên Nghị hội nhận được một khoản lương và được mong đợi làm việc toàn thời gian, từ bỏ toàn bộ các công việc hay lợi ích kinh doanh trước đó.
Do liên kết của mình với Anh Quốc, Quần đảo Falkland là một trong số các quốc gia và lãnh thổ hải ngoại của Liên minh châu Âu. Hệ thống tư pháp của quần đảo nằm dưới sự giám sát của Văn phòng Đối ngoại và Thịnh vượng chung, nó dựa phần lớn theo hệ thống pháp luật Anh, và hiến pháp ràng buộc lãnh thổ với những nguyên tắc của Công ước châu Âu về Nhân quyền. Các cư dân có quyền thượng tố đến Tòa án Nhân quyền châu Âu và Xu mật viện. Thực thi pháp luật là trách nhiệm của Cảnh sát Hoàng gia Quần đảo Falkland (RFIP), và Anh Quốc cung cấp phòng thủ quân sự cho quần đảo. Một đơn vị đồn trú của Anh Quốc đóng trên quần đảo, và chính phủ Quần đảo Falkland tài trợ Lực lượng phòng vệ Quần đảo Falkland, một lực lượng bộ binh nhẹ phụ trợ có quy mô đại đội. Vùng biển của Quần đảo Falkland kéo dài 200 hải lý (370 km) từ đường cơ sở ven bờ, dựa trên Công ước Liên Hợp Quốc về Luật biển; chồng lấn với giới hạn hàng hải của Argentina.

### Tranh chấp chủ quyền
Anh Quốc và Argentina tuyên bố chủ quyền đối với Quần đảo Falkland. Lập trường của Anh Quốc là nhân dân Quần đảo Falkland không biểu thị một mong muốn thay đổi, và rằng không có vấn đề chưa giải quyết liên quan đến quần đảo. Cơ sở của Anh Quốc đối với lập trường của họ là sự quản lý liên tục của họ với quần đảo kể từ 1833 (ngoại trừ một thời gian trong năm 1982) và "quyền tự quyết như quy định trong Hiến chương Liên Hợp Quốc" của nhân dân quần đảo. Chính sách của Argentina cho rằng nhân dân Quần đảo Falkland không có quyền tự quyết, tuyên bố rằng vào năm 1833 Anh Quốc trục xuất các quan chức (và người định cư) Argentina khỏi Quần đảo Falkland bằng một đe dọa "vũ lực lớn hơn", và sau đó ngăn cản người Argentina tái định cư trên quần đảo. Argentina thừa nhận quốc gia này giành được Quần đảo Falkland từ Tây Ban Nha khi giành độc lập vào năm 1816, và rằng Anh Quốc chiếm đóng bất hợp pháp quần đảo vào năm 1833.
Năm 2009, Thủ tướng Anh Quốc Gordon Brown họp với Tổng thống Argentina Cristina Fernández de Kirchner, và nói rằng sẽ không có thảo luận thêm về chủ quyền đối với Quần đảo Falkland. Trong tháng 3 năm 2013, Quần đảo Falkland tổ chức một cuộc trưng cầu dân ý về tình trạng chính trị của mình, và có 99,8% số cử tri ủng hộ vẫn nằm dưới quyền quản lý của Anh Quốc. Argentina không công nhận Quần đảo Falkland là một bên trong đàm phán; do đó bác bỏ trưng cầu dân ý về chủ quyền của Quần đảo Falkland.

## Địa lý

Bản đồ Quần đảo Falkland

Diện tích đất liền của Quần đảo Falkland là 4.700 dặm vuông (12.200 km²) và có tổng chiều dài đường bờ biển là 800 dặm (1.300 km). Quần đảo có hai đảo chính là Tây Falkland và Đông Falkland, quanh chúng là 776 đảo nhỏ hơn. Quần đảo chủ yếu có địa hình núi đồi, với ngoại lệ lớn là các đồng bằng bị nén tại Lafonia. Quần đảo Falkland là những mảnh vỡ vỏ lục địa bắt nguồn từ sự nứt vỡ của Gondwana và mở đầu Nam Đại Tây Dương vốn bắt đầu từ 130 triệu năm trước. Quần đảo nằm trên Nam Đại Tây Dương, trên thềm lục địa Patagonia, cách 300 dặm (500 km) về phía đông của Patagonia tại nam bộ Argentina.
Quần đảo Falkland có giới hạn vĩ độ trong khoảng 51°40′ – 53°00′ S và kinh độ 57°40′ – 62°00′ W. Hai đảo chính của quần đảo tách nhau qua eo biển Falkland, và những nơi lồi lõm ven biển sâu của quần đảo tạo thành những hải cảng tự nhiên. Trên đảo Đông Falkland có thủ phủ và khu dân cư lớn nhất của quần đảo là Stanley, căn cứ quân sự của Anh Quốc RAF Mount Pleasant, và đỉnh cao nhất trên quần đảo: núi Usborne, với cao độ 2.313 foot (705 m). Ngoài các khu dân cư quan trọng này còn có một khu vực được gọi thông tục là "Camp", bắt nguồn từ thuật ngữ nông thôn (Campo) trong tiếng Tây Ban Nha.
Quần đảo có khí hậu hải dương lạnh, nhiều gió và ẩm. Nhiệt độ trong ngày biến thiên ở mức bình thường trên khắp quần đảo. Mưa thường xuất hiện trên nửa năm, trung bình tại Stanley đạt 610 milimét (24 in), và mưa tuyết nhẹ lác đác xuất hiện gần như trong cả năm. Nhiệt độ thường dao động từ 21,1 °C (70 °F) đến -11,1 °C (12 °F) tại Stanley, song có thể biến đổi từ 9 °C (48 °F) vào đầu năm đến -1 °C (30 °F) trong tháng 7. Gió tây mạnh và trời nhiều mây là hiện tượng phổ biến. Mặc dù mỗi tháng lại ghi nhận được nhiều cơn bão, song điều kiện thời tiết thường yên lặng.

## Đa dạng sinh học

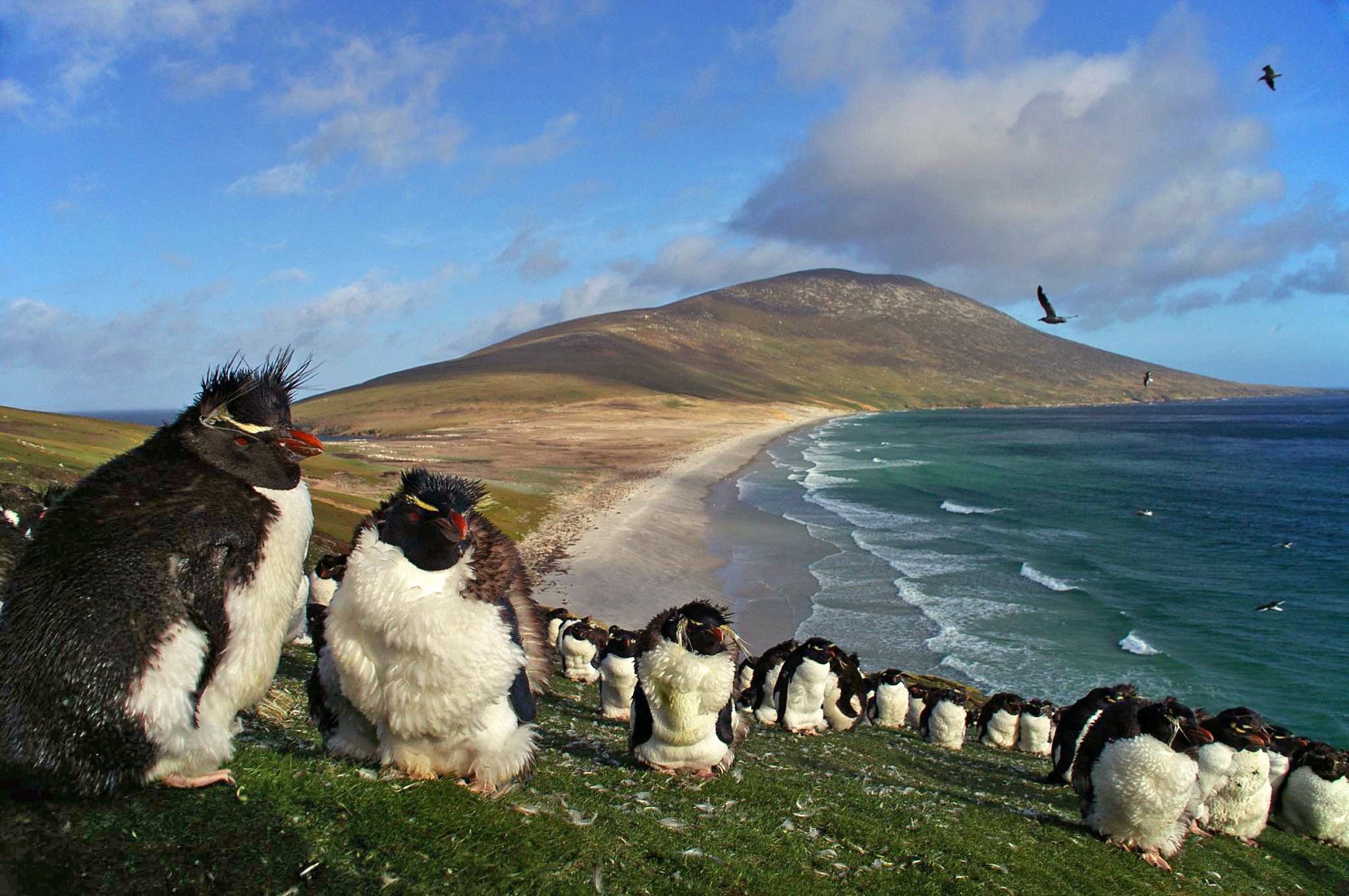
Bầy chim cánh cụt thuộc loài Eudyptes chrysocome trên đảo Saunders.

Quần đảo Falkland về mặt địa lý sinh học là một bộ phận của đới Nam Cực ôn hòa, có liên hệ mạnh mẽ với động thực vật tại Patagonia tại Nam Mỹ đại lục. Các loài chim đất liền cấu thành hầu hết hệ chim của Quần đảo Falkland; 63 giống loài trên quần đảo, gồm cả 16 loài đặc hữu. Quần đảo cũng phong phú về tính đa dạng các loài chân đốt. Hệ thực vật của Quần đảo Falkland gồm có 163 loài có mạch bản địa. Loài thú bản địa duy nhất trên đảo là warrah (hay cáo Quần đảo Falkland), chúng bị những người định cư gốc Âu săn bắn đến tuyệt chủng.
Những loài thú biển như Mirounga leonina và Arctocephalus australis và các loài cá voi khác nhau hay lui tới vùng biển quanh Quần đảo Falkland; các đảo xa là nơi sống của loài Phalcoboenus australis hiếm có. Các loài cá đặc hữu quanh quần đảo chủ yếu thuộc chi Galaxias. Quần đảo Falkland không có cây thân gỗ và có một hệ thực vật kháng phong chủ yếu bao gồm các loài cây bụi lùn khác nhau.
Hầu như toàn bộ diện tích của quần đảo được sử dụng làm bãi cỏ cho cừu. Các loài du nhập gồm có tuần lộc, thỏ, cáo Patagonia, lợn, ngựa, chuột nâu và mèo. Tác động bất lợi mà một vài trong số những loài này gây ra cho hệ động thực vật bản địa khiến giới chức nỗ lực nhằm ngăn chặn, di chuyển hoặc tiêu diệt các loài xâm lấn như cáo, thỏ. Các động vật đất liền đặc hữu chịu ảnh hưởng nhiều nhất từ những loài du nhập. Không rõ về quy mô tác động của loài người lên Quần đảo Falkland, bởi có ít dữ liệu dài hạn về biến đổi môi trường sống.

## Kinh tế

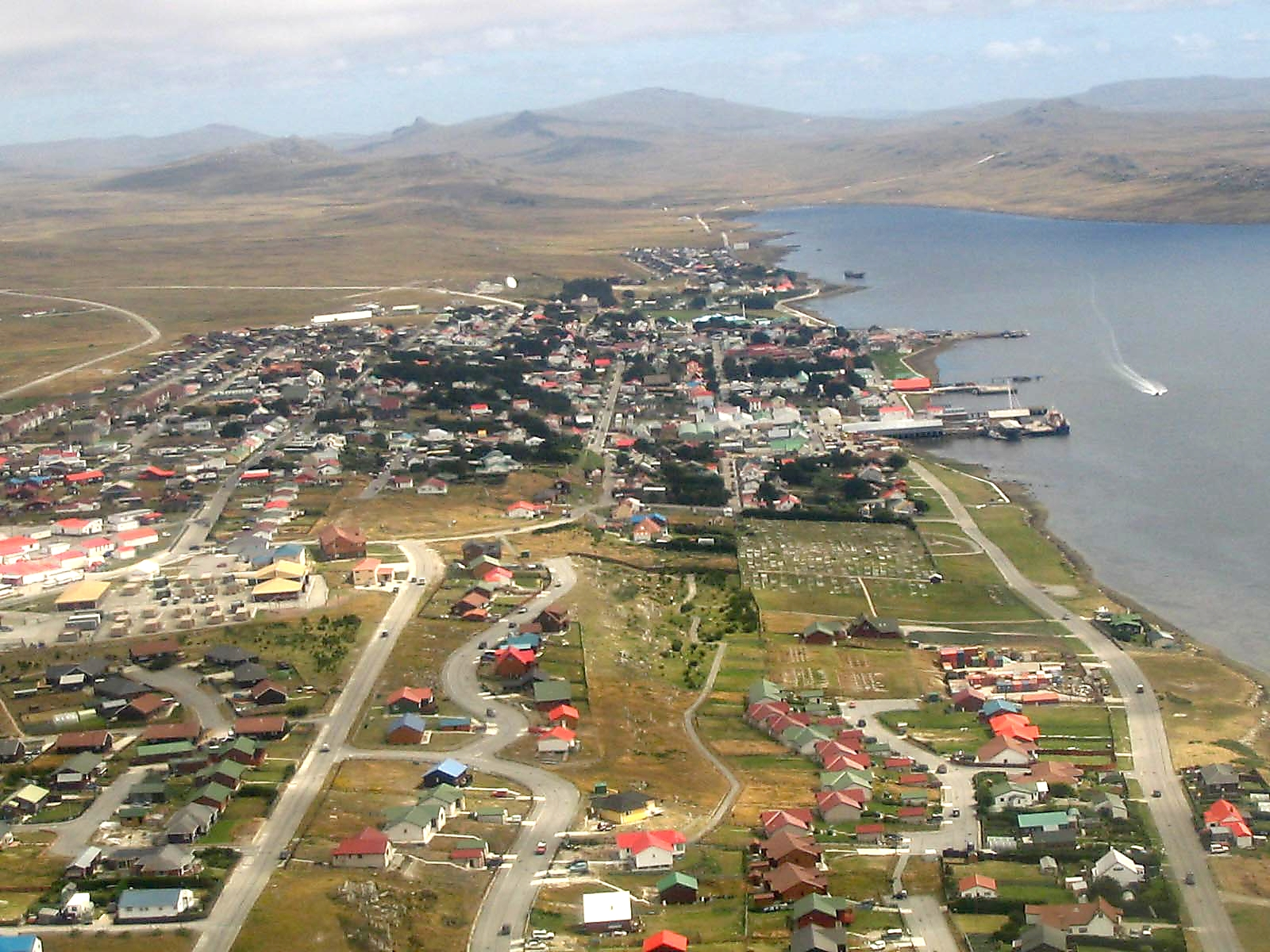
Stanley là trung tâm tài chính của kinh tế Quần đảo Falkland.

Kinh tế Quần đảo Falkland được xếp hạng lớn thứ 222/229 thế giới theo GDP PPP (2007), và xếp hạng 10 toàn cầu về GDP (PPP) bình quân đầu người (2002). Tỷ lệ thất nghiệp ở mức 4,1% trong năm 2010, và theo tính toán lần cuối cùng vào năm 2003 thì tỷ lệ lạm phát là 1,2%. Theo dữ liệu năm 2010, quần đảo có chỉ số phát triển con người ở mức cao là 0,874 và hệ số Gini về bất bình đẳng thu nhập ở mức trung bình với 34,17. Tiền tệ địa phương là bảng Quần đảo Falkland, được cố định với bảng Anh.
Phát triển kinh tế tiến bộ nhờ bổ cấp tàu và chăn nuôi cừu lấy len chất lượng cao. Trong thập niên 1980, mặc dù các loại sợi tổng hợp và thiếu đầu tư cho trang trại gây tổn hại đến lĩnh vực chăn nuôi cừu, song chính phủ tạo lập một dòng thu nhập lớn từ việc thiết lập một vùng đặc quyền kinh tế và bán các giấy phép ngư nghiệp cho "bất kể ai muốn đánh cá trong vùng này". Kể từ khi Chiến tranh Falkland kết thúc trong năm 1982, hoạt động kinh tế của quần đảo ngày càng tập trung vào thăm dò mỏ dầu và du lịch.
Đô thị cảng Stanley lấy lại vị thế trọng tâm kinh tế của quần đảo, dân số gia tăng do có những người lao động nhập cư đến từ Camp. Lo ngại về việc phụ thuộc vào những giấy phép ngư nghiệp và đe dọa từ đánh bắt cá quá mức, đánh bắt cá phi pháp và biến động giá cả thị trường cá khiến cho khoan dầu ngày càng được quan tâm trong vai trò là một nguồn thu nhập thay thế; các nỗ lực thăm dò vẫn chưa giúp phát hiện "trữ lượng có thể khai thác". Chính phủ Quần đảo Falkland tài trợ cho các dự án phát triển về giáo dục và thể thao, không có viện trợ từ Anh Quốc cho các lĩnh vực này.
Khu vực sơ khai của nền kinh tế chiếm phần lớn tổng sản phẩm nội địa của Quần đảo Falkland, riêng ngư nghiệp đóng góp 50%-60% cho GDP hàng năm; nông nghiệp cũng đóng góp đáng kể vào GDP và tạo công việc cho khoảng một phần mười dân số. Hơn một phần tư số lao động phục vụ cho chính phủ Quần đảo Falkland, khiến chính phủ là chủ sử dụng lao động lớn nhất trên quần đảo. Du lịch được thúc đẩy nhờ mối quan tâm ngày càng tăng đối với thám hiểm châu Nam Cực và thiết lập các đường bay thẳng kết nối với Anh Quốc và Nam Mỹ. Du khách chủ yếu là hành khách trên tàu du lịch, họ bị thu hút từ loài hoang dã và môi trường của quần đảo, cũng như các hoạt động như câu cá và lặn khám phá tàu đắm; phần lớn dựa trên tiện nghi tại Stanley. Các mặt hàng xuất khẩu chính của quần đảo gồm có len, da, thịt cừu, cá và mực; các mặt hàng nhập khẩu chính gồm có nhiên liệu, vật liệu xây dựng và trang phục.

## Nhân khẩu

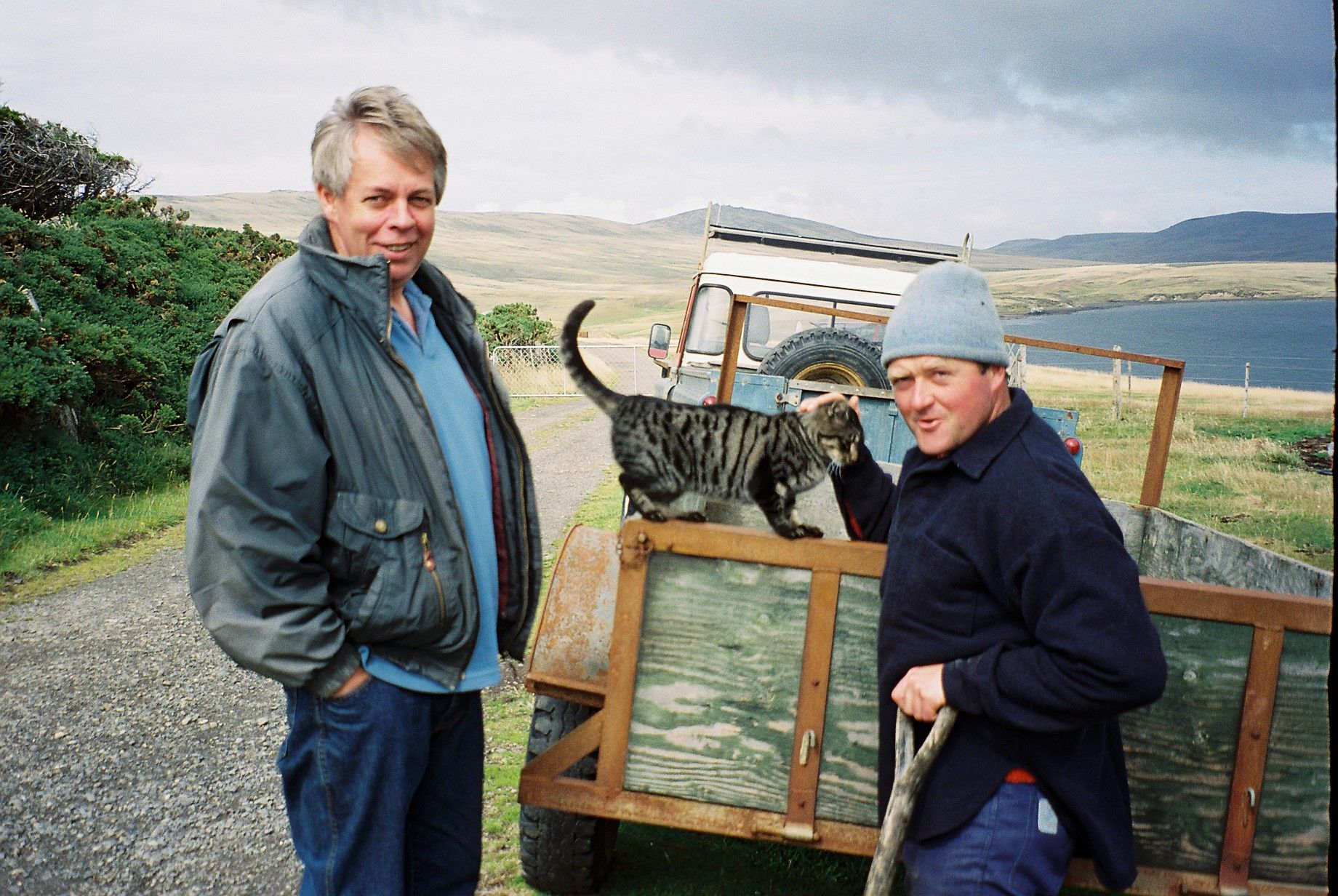
Nhân dân Quần đảo Falkland chủ yếu có huyết thống Wales và Scotland.

Nhân dân Quần đảo Falkland có một xã hội đồng nhất, với đa số cư dân có huyết thống từ những người Scotland và Wales nhập cư, định cư tại lãnh thổ vào năm 1833. Điều tra nhân khẩu năm 2006 cho thấy một số dân cư Falkland là hậu duệ của những người Pháp, Gibraltar và Scandinavia. Cuộc điều tra này cho thấy rằng một phần ba dân cư sinh trên quần đảo, còn các dân cư sinh tại ngoại quốc bị đồng hóa vào văn hóa địa phương. Thuật ngữ pháp lý đối với quyền cư trú là "thuộc về quần đảo". Đạo luật quốc tịch Anh Quốc năm 1983 trao quyền công dân Anh Quốc cho nhân dân Quần đảo Falkland.
Một xu thế suy giảm dân số đáng kể tác động đến quần đảo trong thế kỷ XX, khi nhiều dân cư trẻ rời khỏi quần đảo để tìm kiếm một phong cách sinh hoạt hiện đại và những cơ hội công việc tốt hơn. Trong những năm gần đây, suy giảm dân số của quần đảo được cải thiện nhờ những người nhập cư từ Anh Quốc, Saint Helena và Chile. Trong điều tra nhân khẩu năm 2012, đa số dân cư nhận là người Quần đảo Falkland (59%), tiếp đến là người Anh Quốc (29%), người Saint Helena (9,8%), và người Chile (5,4%). Một số lượng nhỏ người Argentina cũng sinh sống trên quần đảo.
Quần đảo Falkland có mật độ dân số thấp. Theo điều tra nhân khẩu năm 2012, dân số thường nhật trung bình của Quần đảo Falkland là 2.932, ngoại trừ các nhân viên quân sự phục vụ trên quần đảo và những người phụ thuộc của họ. Một báo cáo năm 2012 tính rằng có 1.300 nhân viên mặc quân phục và 50 công vụ viên của Bộ Quốc phòng Anh Quốc hiện diện trên Quần đảo Falkland. Stanley (với 2.121 dân cư) là điểm dân cư đông dân nhất trên quần đảo, tiếp theo là Mount Pleasant (369 dân cư, chủ yếu là nhà thầu căn cứ không quân) và Camp (351 dân cư). Phân bổ độ tuổi của quần đảo nghiêng về độ tuổi lao động (20–60). Nam giới đông hơn nữ giới (53 so với 47 phần trăm), và sự khác biệt này nổi bật nhất trong nhóm tuổi 20–60. Trong điều tra nhân khẩu năm 2006, hầu hết dân quần đảo tự nhận là tín đồ Cơ Đốc giáo (67,2%), tiếp đến là những người từ chối trả lời hoặc không liên kết tôn giáo (31,5%). 1,3% còn lại (39 người) là tín đồ của các đức tin khác.
Giáo dục tại Quần đảo Falkland dựa theo hệ thống giáo dục Anh, miễn phí và bắt buộc đối với các dân cư trong độ tuổi từ 5 đến 16. Giáo dục tiểu học hiện diện tại Stanley, RAF Mount Pleasant (cho trẻ của các nhân viên) và một số khu dân cư nông thôn. Giáo dục trung học chỉ hiện diện tại Stanley, tại đây có các tiện nghi nội trú và giảng dạy 13 môn học theo trình độ GCSE. Học sinh 16 tuổi hoặc lớn hơn có thể học tại các học viện ở Anh để đạt trình độ tiên tiến GCE hoặc học nghề. Chính phủ Quần đảo Falkland chi trả cho các sinh viên theo học giáo dục bậc đại học, thường là tại Anh Quốc.

## Văn hóa

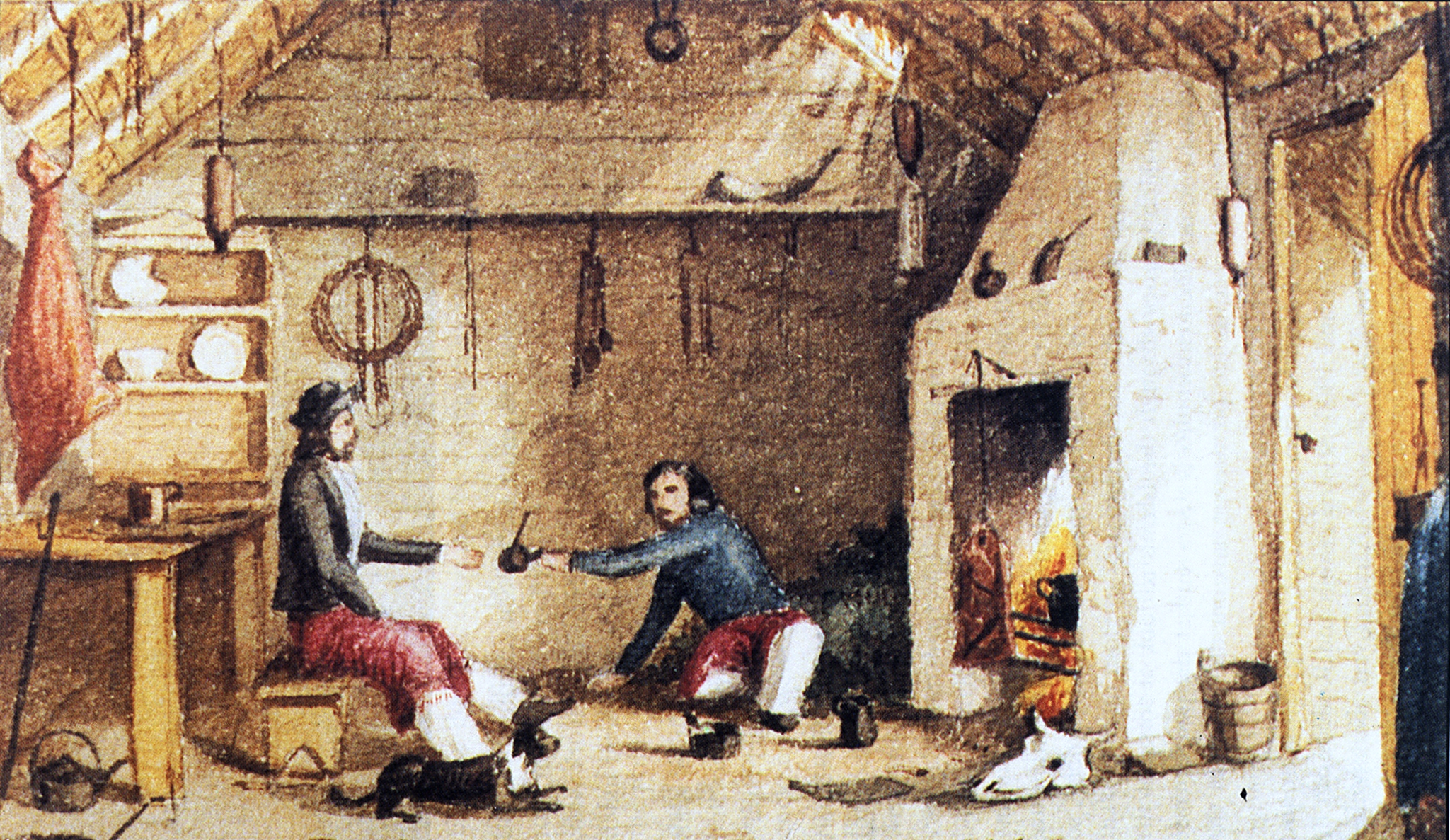
Những Gaucho từ Nam Mỹ đại lục, như hai nam giới này đang thưởng thức mate tại Hope Place trên đảo Đông Falkland, có ảnh hưởng đến phương ngôn địa phương

Văn hóa Quần đảo Falkland dựa trên văn hóa Anh Quốc, là thứ văn hóa được đưa đến cùng với những người định cư từ quần đảo Anh, song nó chịu ảnh hưởng từ văn hóa Nam Mỹ Tây Ban Nha. Một số thuật ngữ và địa danh do các cựu dân cư Gaucho của quần đảo từng sử dụng hiện vẫn còn được sử dụng trong khẩu ngữ địa phương. Ngôn ngữ chiếm ưu thế và chính thức của Quần đảo Falkland là tiếng Anh, phương ngôn tối trọng yếu là tiếng Anh-Anh; tuy nhiên, các dân cư cũng có thể nói tiếng Tây Ban Nha và các ngôn ngữ khác. Theo nhà tự nhiên học Will Wagstaff, Quần đảo Falkland là một nơi có tính xã hội cao, và dừng lại để tán gẫu là một kiểu sinh hoạt.
Quần đảo có hai tuần báo: Teaberry Express và The Penguin News, và đài truyền hình và phát thanh thường phát chương trình từ Anh Quốc. Wagstaff mô tả ẩm thực địa phương mang đặc điểm rất Anh Quốc với việc sử dụng nhiều món làm từ rau nhà, thịt cừu non, thịt cừu, thịt bò và cá địa phương. Điều thường thấy giữa các bữa ăn chính là bánh ngọt và bánh quy nhà làm với trà hoặc cà phê. Theo Wagstaff, các hoạt động xã hội trên quần đảo mang đặc trưng của một đô thị nhỏ Anh Quốc với nhiều câu lạc bộ và tổ chức bao trùm nhiều khía cạnh của sinh hoạt cộng đồng.